# Rancho Nuevo, Santiago Tuxtla
Rancho Nuevo är en ort i Mexiko.   Den ligger i kommunen Santiago Tuxtla och delstaten Veracruz, i den sydöstra delen av landet, 400 km öster om huvudstaden Mexico City. Rancho Nuevo ligger 20 meter över havet och antalet invånare är 177.
Terrängen runt Rancho Nuevo är platt, och sluttar västerut. Runt Rancho Nuevo är det ganska tätbefolkat, med 80 invånare per kvadratkilometer. Närmaste större samhälle är Santiago Tuxtla, 17,9 km nordost om Rancho Nuevo. Omgivningarna runt Rancho Nuevo är en mosaik av jordbruksmark och naturlig växtlighet.